# Abbaye Mariacron
 (juin 2024).
L’abbaye Mariacron est une ancienne abbaye bénédictine à Oppenheim.

## Histoire
Selon la tradition, le couvent fut construit et fondé en 814 sous le règne de l'empereur Louis le Pieux. Les premiers résidents sont des femmes de l'ordre bénédictin. L'abbaye des femmes aristocratiques se situait à l'extérieur des murs de la ville, devant la Seilertor, sous les carrières sur la route de Mayence (adresse actuelle Mainzerstrasse 162).
En 1265, l'archevêque de Mayence, Werner d'Eppstein, transfère la garde du couvent à l'ordre cistercien de l'abbaye d'Eberbach (fondant une filiale). Le nom Mariacron apparaît pour la première fois dans des documents en 1280.
Il est prouvé que le couvent abrita la première école monastique d'Oppenheim et servit d'établissement d'enseignement pour les filles des nobles hommes du château. Les abbesses de Mariacron sont très respectées et possèdent de vastes domaines. Cela ressort des documents sur les donations et les transferts, des décisions du roi Robert, des comtes palatins Frédéric Ier et Philippe d'Heidelberg ainsi que des transferts archiépiscopaux de bénéfices. Margarethe Hilchen von Lorch, abbesse de 1497 à 1518 environ, fait don d'un tapis familial au couvent, qui est aujourd'hui conservé dans le musée épiscopal de la cathédrale et du diocèse de Mayence.
L'abbaye a le droit de patronage de l'église primitive de Nackenheim et l'abbesse a également le droit de nommer le prêtre de l'hôpital du Saint-Esprit d'Oppenheim. L'église est dédiée à Sainte Anne. Elle possède plusieurs autels fondés par la noblesse voisine et bénéficie du droit de patronage (Saint Georges, Sainte Catherine, Barbara et Dorothée, Saint Jean, Autel des Dix Mille Martyrs).
Au milieu du XVIe siècle, lors de la Réforme protestante, la vie monastique disparaît. L'abbesse Agnès de Dienheim et son couvent résistent aux souhaits du l'électeur protestant Frédéric III du Palatinat, mais ne peuvent empêcher la dissolution du couvent et sa transformation temporaire en une abbaye de femmes laïque et aristocratique en 1565. Après la mort de la dernière abbesse Agnès de Dienheim en 1571 et de l'administratrice Margarethe Knebelin von Katzenelnbogen en 1585, l'administration des biens spirituels d'Heidelberg (curateur Melchior Meyel) est chargée de l'administration de l'ancienne abbaye.
Pendant la guerre de Trente Ans (1618-1648), le bâtiment est endommagé en 1631 lorsqu'Oppenheim est pris par les troupes du Suédois Gustave II Adolphe. En 1636, l'empereur Ferdinand II cède l'ancienne abbaye aux jésuites de Mayence.
À la fin de la guerre de la Ligue d'Augsbourg en 1689, les troupes françaises du général Ezéchiel de Mélac incendient Oppenheim.
Personne ne veut reconstruire. En 1782, une auberge s'installe. En 1792, les restes deviennent propriété privée. Au XIXe siècle, certains bâtiments sont démolis ; seuls quelques vestiges de l'ancien complexe survivent. Les pièces restantes servent parfois de logement aux ouvriers des carrières et de bureaux.
En 1894, la distillerie de l'abbaye de Mariacron est construite sur le site de l'ancien couvent. En 1961, la société Eckes reprend la distillerie et rend l'ancienne abbaye Mariacron célèbre grâce à la marque de brandy. Dans les années 1980, les pressions de rationalisation mettent fin à la production dans Oppenheim.
Les éléments suivants rappellent l'ancien monastère actuel :
- Un ancien mur pignon (vestiges du bâtiment)
- Une plaque d'inscription avec une nouvelle sur le mur de la maison face à la rue.
- Une petite cloche qui appartenait autrefois à l'abbaye Mariacron est désormais installée dans la ville voisine de Nierstein sur le toit du presbytère catholique à côté de l'église Saint-Kilian. Il porte l'inscription "Christof Neidhardt à Augsperg (Augsbourg) m'a donné en 1645".

En 2007, un investisseur acquiert le site d'Eckes et lui donné un nouvel usage résidentiel/commercial, même si la mémoire de l'abbaye et de la distillerie de vin ne doit pas être effacée. Des appartements ont été créés à partir du bâtiment résidentiel et de l'ancien entrepôt à barriques de 8 étages. Un caviste est prévu pour la partie avant de la distillerie et un cabinet de physiothérapie avec espace sauna est prévu pour la zone arrière.